# Ulica Księżnej Konstancji w Wodzisławiu Śląskim
Ulica Księżnej Konstancji w Wodzisławiu Śląskim - historyczna ulica, mająca swój rodowód średniowieczny. Nosi nazwę na cześć księżnej z dynastii Piastów – Konstancji wodzisławskiej. 
Już w 1810 nosiła nazwę Ratiborer Straße (pl ul. Raciborska). W okresie międzywojennym, a także po wojnie nazwa pozostała bez zmian. Po włączeniu Rydułtów do Wodzisławia Śląskiego, gdzie istniała już ulica o takiej nazwie, zmieniono ją na ul. Juliana Marchlewskiego. W tym okresie znajdowało się przy niej kilka sklepów obuwniczych oraz budka z goframi. W latach 90. nazwę ulicy zmieniono na obecną, w kamienicach powstało więcej punktów handlowo-usługowych, a w miejscu budki z goframi wybudowano kamienicę, w której mieści się market "Lewiatan" oraz firma geodezyjna "DATOR". Ulica ta w przybliżeniu ma długość 275 m. Początek tej ulicy zaczyna się na Rynku, a kończy na skrzyżowaniu z ulicami Pszowską i Bogumińską.

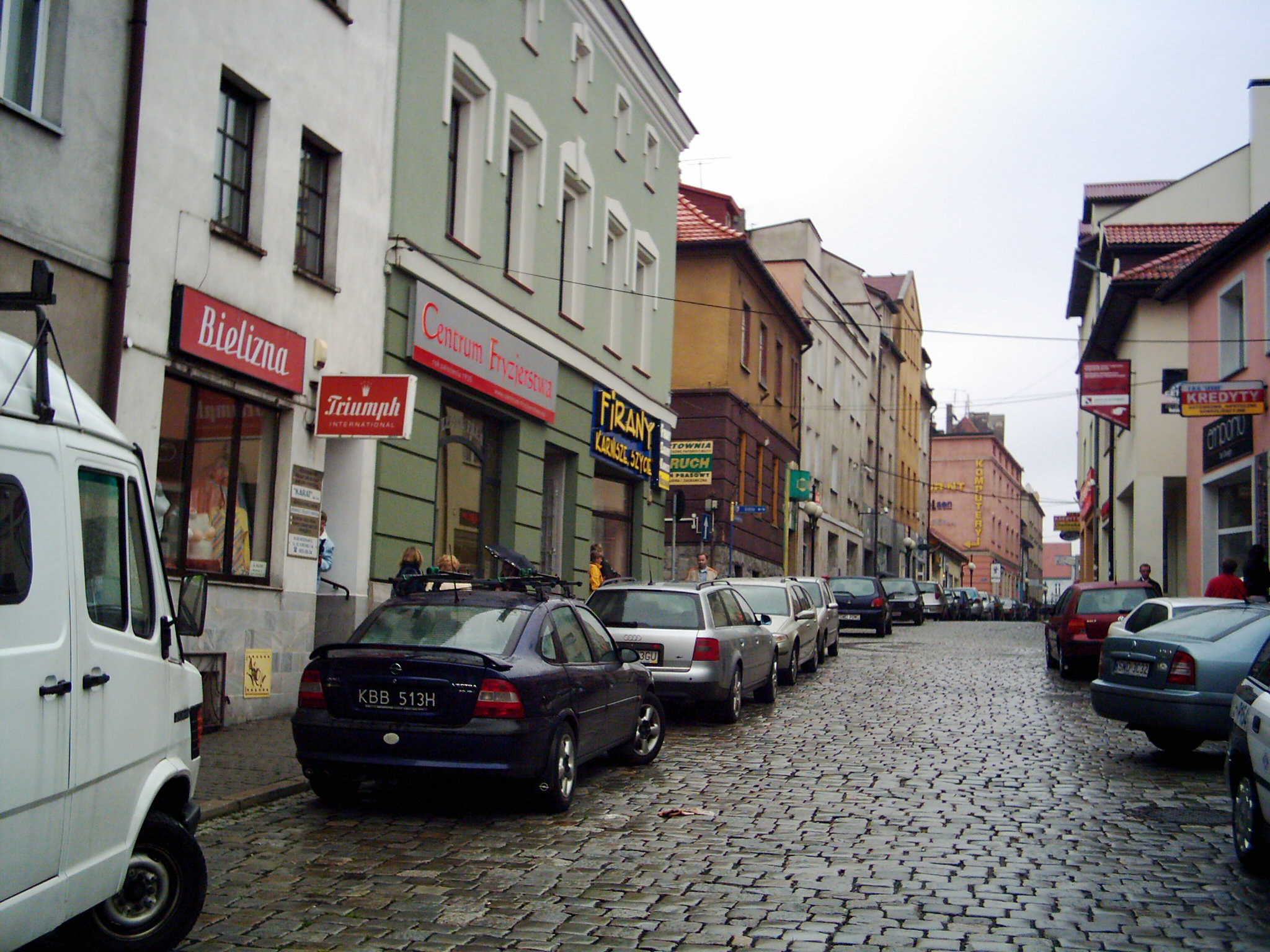
ul. ks. Konstancji w Wodzisławiu Śl. - widok w kierunku Rynku
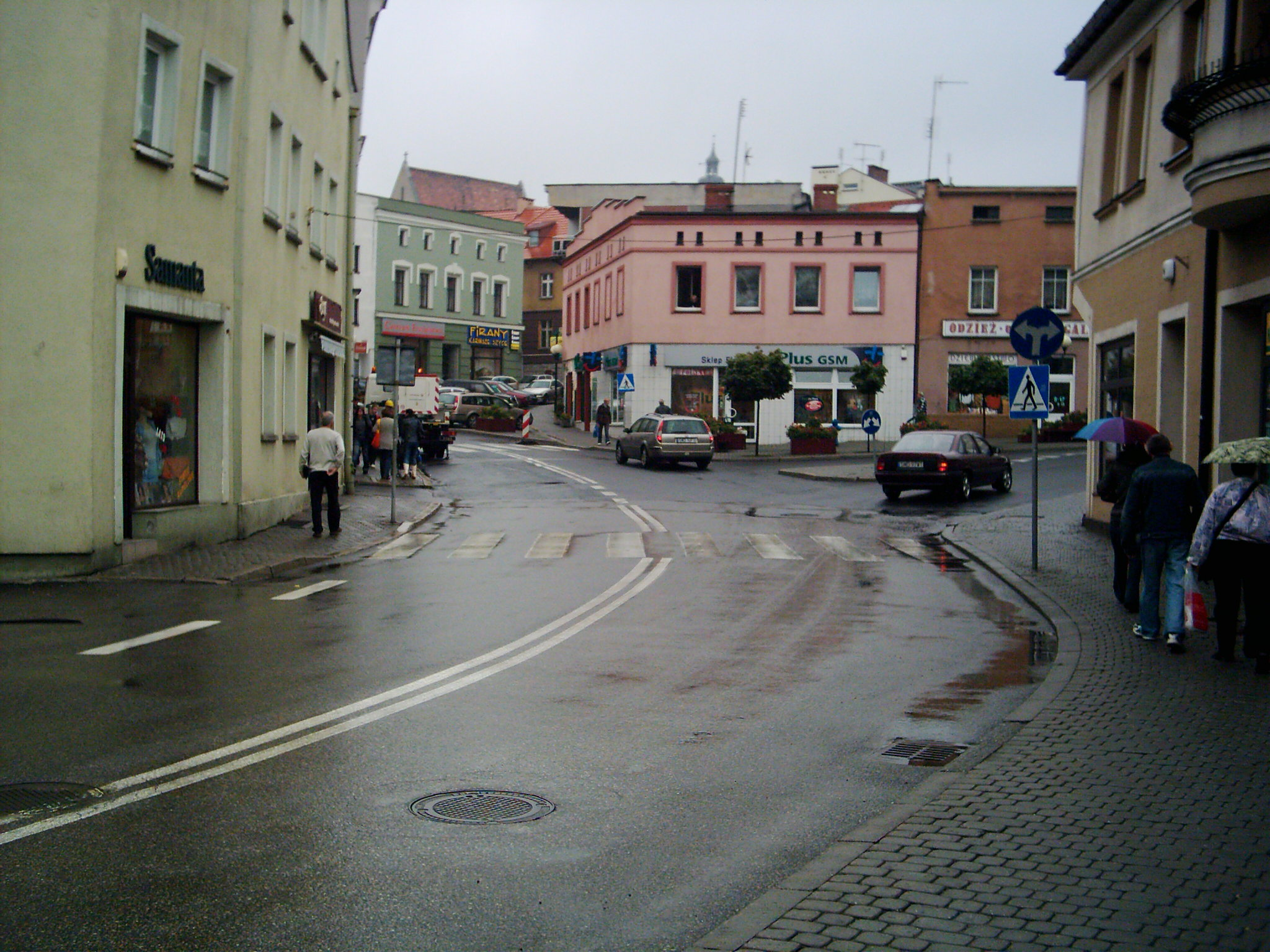
ul. ks. Konstancji w Wodzisławiu Śl. - widok od strony ul. Pszowskiej w kierunku Rynku